# Roman Skrzypczak
Roman Skrzypczak (ur. 15 listopada 1950 w Gostyniu, zm. 21 lutego 2015 w Poznaniu) – polski polityk, działacz związkowy, senator IV kadencji.

## Życiorys
Z zawodu ślusarz. W 1980 wstąpił do „Solidarności”, był współzałożycielem struktur związku w województwie leszczyńskim. Pełnił funkcje sekretarza komisji zakładowej NSZZ „S” w Wielkopolskiej Hucie Szkła w Gostyniu, przewodniczącego Międzyzakładowej Komisji Koordynacyjnej Ziemia Gostyńska oraz członka zarządu Regionu Wielkopolska. W stanie wojennym został dwukrotnie internowany – od 13 grudnia 1981 do 19 lutego 1982 i od maja do czerwca 1982. Po zwolnieniu kontynuował działalność opozycyjną.
Od 1990 do 1994 zajmował stanowisko radnego oraz członka zarządu miasta i gminy Gostyń. W latach 1995–1998 kierował regionem leszczyńskim NSZZ „Solidarność”, w 1997 stanął na czele rady regionalnej Akcji Wyborczej Solidarność. Z ramienia AWS został wybrany na senatora IV kadencji. Pracował w Komisji Praw Człowieka i Praworządności oraz Komisji Rodziny i Polityki Społecznej. Bez powodzenia ubiegał się o reelekcję z ramienia Bloku Senat 2001. Należał do Ruchu Społecznego AWS. Był także radnym sejmiku wielkopolskiego od 1998 do 2002. Ponownie ubiegał się o tę funkcję w 2006 z listy Prawa i Sprawiedliwości.
Po odejściu z Senatu pracował w Miejskim Przedsiębiorstwie Gospodarki Mieszkaniowej. Był żonaty, miał córkę Dominikę. Mieszkał w Poznaniu.
Pochowany na cmentarzu parafialnym w Gostyniu.

## Odznaczenia
- Krzyż Kawalerski Orderu Odrodzenia Polski (2010)[3]
- Krzyż Wolności i Solidarności (pośmiertnie, 2016)[4]